# Eudonia melichlora
Eudonia melichlora là một loài bướm đêm thuộc họ Crambidae. Nó là loài đặc hữu của Hawaii.
Ấu trùng ăn moss.